# Mont Otemanu
Der Mont Otemanu ist die höchste Erhebung des Atolls Bora Bora im Archipel der Gesellschaftsinseln in Französisch-Polynesien. Er stellt den abgewitterten Zentralschlot und Gipfel des einstigen Zentralvulkans dar und erreicht eine Höhe von 727 m über dem Meer. Aufgrund der hohen Luftfeuchtigkeit der anströmenden Winde hüllt sich der obere Bereich des Berges oft in Wolken.
Auf dem Gipfel konvergieren die Grenzen der drei Communes associées (etwa Teilgemeinden) von Bora Bora.